# Superman vs. The Elite
Superman vs. The Elite (br.: Superman contra a Elite) é um filme de animação estadunidense de 2012, dirigido por Michael Chang e lançado diretamente para o mercado de vídeos. O roteiro de Joe Kelly adapta uma história em quadrinhos própria chamada "What's so Funny about Truth, Justice & the American Way?", publicada na revista Action Comics #775 (março de 2001). É o décimo quarto filme do chamado Universo Animado DC. Foi utilizado o mesmo tema musical composto Robert Kral para o anterior Superman: Doomsday (2007).

## Dubladores originais
- George Newbern...Clark Kent / Kal-El / Superman
- Pauley Perrette...Lois Lane
- Robin Atkin Downes...Manchester Black
- Dee Bradley Baker...Caveira Atômica/Joseph Martin[2]
- Ogie Banks...Terrence Baxter[2]
- Catero Colbert...Nathan Jones / Fusão a Frio[2]
- Grey DeLisle...Manchester Black jovem[2]
- Melissa Disney...Zoológica[2]
- Paul Eiding...Pa Kent[2]
- Troy Evans...Pundit[2]
- Jennifer Hale...garoto vestido de Superman[2]
- David Kaufman...Jimmy Olsen[2]
- Andrew Kishino...Chapéu[2]
- Pamela Kosh...Abigail[2]
- Marcella Lentz-Pope...Vera Black[2]
- Nolan North...Embaixador do Pokolistão[2]
- Henry Simmons...Efrain Baxter[2]
- Stephen Stanton...Embaixador de Bialya, Superman no desenho, Pai alcoólico[2]
- Tara Strong...Vera Black jovem[2]
- Fred Tatasciore...Perry White[2]
- Bruce Timm...Agente do MI-5[2]

## Sinopse
A aventura se inicia com o inglês Manchester Black vendo na TV inúmeros casos de vilões que receberam uma segunda chance, e a contrariedade da opinião pública mundial com esses desfechos, que acha que o mal deveria ser exterminado com os assassinatos de todos os bandidos. Black desliga a TV e começa a pôr em prática seu plano para garantir a segurança do mundo...Enquanto isso, em Metrópolis, Lois e Clark testemunham assassinatos de várias pessoas nas ruas pelas mãos do insano Caveira Atômica. Após deter o monstro, Superman vai às Nações Unidas, mas seu discurso é interrompido pela discussão entre os embaixadores de Bialya e do Pokolistão, que ameaçam quebrar o tratado de paz entre os países. Superman vai a Bialya impedir a guerra, e surge uma nova equipe de super-heróis, a Elite, (grupo formado pelos jovens e poderosos meta-humanos Manchester Black, Fusão a Frio, Zoológica e Chapéu, cuja base de operações é uma nave viva capaz de viajar entre as dimensões, apelidada de "Coelhinha") que o ajuda na batalha.
Após voltarem, Superman e Lois vão até a Inglaterra investigarem o novo grupo e descobrem que Manchester Black, o líder da Elite, manifestara seus poderes pela primeira vez na puberdade, ao salvar sua irmã, Vera. Pouco depois, o grupo anuncia ao mundo que vai atrás dos vilões e matá-los.
A Elite ataca os líderes dos países em guerra, e Superman se opõe aos assassinatos. O Caveira Atômica foge da prisão, e a Elite quer executá-lo com o apoio do povo, que não aceita as ponderações de Superman. O Homem de Aço não desiste de tentar levar o grupo para ser julgado pelas mortes, e Manchester Black decide que a Elite deve se livrar de Superman, e o desafia para um duelo mortal na Lua.